# ماي كروفت
مايكروفت هو مساعد افتراضي برمجي حر ومفتوح المصدر يستخدم واجهة مستخدم لغة طبيعية . كان رمزها متروكًا في السابق، لكنه الآن بموجب ترخيص مسموح به. سمي على اسم كمبيوتر خيالي من رواية الخيال العلمي لعام 1966 القمر عشيقة قاسية .

## هاردوير

نموذج أولي للمساعد الصوتي Mycroft Mark II

## أنظر أيضا
- أمازون أليكسا
- كورتانا
- مساعد جوجل
- سيري